# The Alan Parsons Project
The Alan Parsons Project foi um grupo de rock progressivo inglês formado nos fins dos anos 70 e início dos anos 80 e foi fundado por Alan Parsons e Eric Woolfson.
Muitos dos seus títulos, especialmente os primeiros, partilham traços comuns com The Dark Side of the Moon dos Pink Floyd, talvez influenciado pela participação de Alan Parsons como engenheiro de som na produção deste álbum em 1973. Eram álbuns conceituais que começavam com uma introdução instrumental esvanecendo-se na primeira canção, uma peça instrumental no meio do segundo lado do LP e terminavam com uma canção calma, melancólica e poderosa. No entanto, a introdução instrumental só foi realizada até 1980 - a partir desse ano, nenhum álbum exceto "Eye in the Sky" possuiu uma.
O grupo era bastante incomum na continuidade dos seus membros. Em particular, as vocalizações principais pareciam alternar entre Woolfson (principalmente nas canções lentas e melancólicas) e uma grande variedade de vocalistas convidados escolhidos devido às suas características para interpretar determinado tema.
Mesmo assim, muitos sentem que o verdadeiro cerne do projeto consistia exclusivamente em Alan Parsons e Eric Woolfson. Eric Woolfson era um advogado, por profissão, mas também uma compositor clássico treinado e pianista. Alan Parsons era um produtor musical de grande sucesso. Ambos trabalharam juntos para conceber canções notáveis e com uma fidelidade impecável.
Andrew Powell (compositor e organizador de música de orquestra durante a vida do projeto), Ian Bairnson (guitarrista) e Richard Cottle (sintetizador e saxofonista) também tornaram-se partes integrais do som do projeto. Powell é também creditado por ter composto uma banda sonora ao estilo do projeto para o filme Feitiço de Áquila (Ladyhawke em inglês) de Richard Donner.

## Discografia
- 1975 Tales of Mystery and Imagination, Edgar Allan Poe - Baseado em histórias do escritor Edgar Allan Poe. A posterior reedição em CD (1987) tinha uma introdução falada por Orson Welles.
- 1977 I Robot, É o título da obra de Isaac Asimov. Muitas das canções deste álbum são baseadas em novelas deste escritor. O álbum é chamado de "uma visão do amanhã através dos olhos de hoje".
- 1978 Pyramid, O Antigo Egito emerge repetidamente, o álbum é chamado de "uma visão do ontem através dos olhos de hoje".
- 1979 Eve, Acerca do papel das mulheres na sociedade.
- 1980 The Turn of a Friendly Card, Acerca do jogo. Há também muitas referências a era medieval.
- 1982 Eye in the Sky, Acerca da Vida e do Universo, contém o seu single mais famoso, "Eye in the Sky". "Sirius", uma faixa instrumental que imediatamente precede "Eye in the Sky" no álbum, é frequentemente utilizada como canção de entrada por equipes desportivas americanas; é provavelmente mais conhecida pelo seu uso pelos Chicago Bulls durante a era Michael Jordan. "Eye in the Sky" é também o título de uma novela de Philip K. Dick.
- 1984 Ammonia Avenue, Este é o seu álbum melhor sucedido comercialmente. Mostra coisas da vida urbana.
- 1984 Vulture Culture, Uma crítica ao consumismo e, em particular, à cultura popular americana.
- 1985 Stereotomy, Os pontos de vista de personagens com diferentes doenças mentais.
- 1987 Gaudi, Acerca do arquiteto Antoni Gaudí e o seu trabalho mais famoso, La Sagrada Familia.
- 1990 Freudiana, Acerca do trabalho do psicanalista Sigmund Freud feito de forma conceptual para uma peça de teatro com o mesmo nome, atribuído como primeiro album creditado a Erick Woolfson e o décimo primeiro do The Alan Parsons Project.
- 2014 The Sicilian Defence, Último álbum da banda, préviamente não lançado. Dez faixas instrumentais gravadas com base nas partituras deixadas.

Após estes álbuns, Parsons lançou outros títulos sob o seu nome, enquanto que Woolfson fez um último álbum conceptual chamado Freudiana (acerca do trabalho de Sigmund Freud na Psicologia).
Embora a versão de estúdio de Freudiana tenha sido produzida por Alan Parsons, foi principalmente de Eric Woolfson a ideia de convertê-lo num musical. Isso acabou levando à separação dos dois artistas. Enquanto que Alan Parsons seguiu uma carreira solo (levando muitos membros do Projeto para a estrada, pela primeira vez numa turnê mundial de sucesso), Eric Woolfson foi produzir musicais influenciados pela música do Projeto. Freudiana e Gambler foram dois musicais que continham êxitos da banda como "Eye in the Sky", "Time", "Inside Looking Out" e "Limelight".
- 1993 Try Anything Once.
- 1996 On Air.
- 1999 The Time Machine.
- 2004 A Valid Path.

## Membros
- Alan Parsons, tecladista, produtor, engenheiro;
- Eric Woolfson, tecladista, produtor executivo;
- Andrew Powell, tecladista, arranjo para orquestra;
- Tom Brooks, tecladista, arranjador;
- Ian Bairnson, guitarrista
- Baixo: David Paton (1975-1985); Laurie Cottle (1985-1987)
- Bateria, Percussão: Stuart Tosh (1975-1977); Stuart Elliott (1977-1987)
- Saxofone, Teclado: Mel Collins (1980-1984); Richard Cottle (1984-1987)
- Vocais: Eric Woolfson, Lenny Zakatek, John Miles, Chris Rainbow, Colin Blunstone, David Paton, P. J. Olsson, e muitos outros